# 台灣獨立運動相關條目列表
台灣獨立運動相關條目列表是包括倡導台灣獨立運動的相關組織、刊物、以及人物等。

## 台灣獨立運動相關組織

### 香港
- 台灣再解放聯盟

### 日本
- 台灣共和國臨時政府
- 台灣青年社
- 獨立台灣會
- 朱世紀的《台灣文化》

### 北美洲
- 台獨聯盟系統
  - 台灣人的自由台灣(Formosans' Free Formosa)
  - 全美台灣獨立聯盟(United Formosans in America for Independence)
  - 台灣獨立建國聯盟(World United Formosans for Independence)
- 《美麗島週報》
- 北美洲的「台灣左派」台獨運動
  - 台灣人民社會主義同盟
  - 台灣革命黨
- 全美台灣同鄉會
- 自決運動系統
  - 台灣人民自決運動
  - 台灣民主運動海外同盟
  - 台灣人公共事務會
- 台灣學生社

### 台灣
| \| 本條目屬於 臺灣系列 \| |
| 前往臺灣主題頁 |
| 臺灣概況 - 經濟 • 政治 • 法律 • 人權 • 能源 • 交通 行政區劃 • 城市 • 政府 • 政黨 • 選舉 • 總統 • 外交 軍事 • 族群 • 人口 • 公民 • 原住民族 • LGBT權益 臺海現狀 • 臺灣問題 |
| 臺灣文化 （總覽） - 文學 • 料理 • 茶藝 • 小吃 • 夜市 • 郵票 建築 • 語言 • 宗教 • 葬禮 • 古蹟 • 遺址 • 國寶 民俗文物 • 節日 • 教育 • 體育 • 媒體 • 眷村 文化活動 • 觀光 • 購物中心 • 百貨公司 世界遺產潛力點 • 歷史建築百景 • 流行文化                                                    |
| 臺灣藝術 （總覽） - 音樂 • 漫畫 • 動畫 • 電影 • 攝影 • 舞蹈 戲劇 • 臺劇 |
| 臺灣地理 （總覽） - 天文 • 氣候 • 地質 • 地震 • 斷層 • 火山 • 生態 濕地 • 山峰 • 山脈 • 湖泊 • 水庫 • 河流 • 溫泉 島嶼 • 海岸 • 特殊生物 • 保育生物 • 生態環境 自然保護區 • 國家公園 • 森林遊樂區 縣市級風景特定區 • 直轄市級風景特定區 國家級風景特定區                                 |
| 臺灣歷史 （詳細） - 史前時期(-1624)↓理蕃政策(1933) 原住民聯盟與政權↓奧蘭治城包圍戰(1662)↓澎湖海戰(1683)↓馬關條約(1895)↓日本投降(1945) 荷屬福爾摩沙/西屬艾爾摩莎 鄭氏政權清治時期 日治時期 戰後時期 │1624│1649│1674│1699│1724│1749│1774│1799│1824│1849│1874│1899│1924│1949│1974│1999│2024 |
| 閱 • 論 • 编 |
| 本條目屬於 臺灣系列 |

(按照漢語拼音順序排列)
- 建國廣場
- 建國會
- 建國黨
- 908台灣國運動
- 民主進步黨
- 台灣茶黨 （页面存档备份，存于）
- 台灣獨立建國聯盟
- 世界台灣人聯盟
- 台灣獨立青年社
- 台灣國臨時政府（页面存档备份，存于）
- 台灣教授協會 （页面存档备份，存于）
- 台灣教師聯盟
- 台灣團結聯盟
- 台灣社
  - 台灣北社
  - 台灣中社
  - 台灣南社
  - 台灣東社
  - 台灣角社
  - 台灣客社
  - 台灣青社
- 外省人台灣獨立促進會

## 台灣獨立運動相關刊物

### 海外部份

#### 台獨聯盟系統刊物
- 日本「台灣青年社」系統刊物
  - 《台灣青年》
  - 《Formosa Quarterly》
  - 《Independent Formosa》
  - 《獨立通訊》
  - 《獨立台灣》
  - 《台灣青年報》
  - 《台灣》月刊
- 美國「台灣獨立聯盟」系統刊物
  - 《Ilha Formosa》月刊
  - 《Appeal for Justice》季刊
  - 《FORMOSAgram》
  - 《Formosa Forum》
- 整合後「台獨聯盟」系統刊物
  - 《台獨》月刊
  - 《台獨季刊》
  - 《台灣公論報》半週刊
  - 《台灣評論》月刊
  - 《共和國》雜誌

#### 《美麗島週報》系統刊物
- 《美麗島週報》

#### 「台灣左派」系統刊物
- 史明「獨立台灣會」系統刊物
  - 《獨立台灣》
  - 《台灣大眾》
- 《台灣時代》系統刊物
  - 《台灣人民》
  - 《台灣革命》
  - 《台灣時代》
- 其他北美洲「進步」刊物
  - 《海外政論》
  - 《台灣天地》
  - 《火燒島》
  - 《台灣新社會》

朱世紀，台灣文化，台灣衝組報。

#### 「全美台灣同鄉會」系統刊物
- 《望春風》
- 《台灣文化》
- 《台僑月刊》

#### 自決運動系統刊物
- 台灣人民自決運動
  - 《Self-determination》
- 台灣民主運動海外同盟
  - 《快訊》
- 台灣人公共事務會
  - 《台灣人公共事務會通訊》

#### 以學生為宣傳重點的刊物
- 「台灣學生社」系統刊物
  - 《北迴歸線》
  - 《台灣學生》
- 其他以學生為宣傳重點的刊物
  - 《半屏山》
  - 《台灣學生報》

### 台灣部份
(按照漢語拼音順序排列)
- 《共和國》
- 《南方快報》 （页面存档备份，存于）
- 《無界之島》(電子報)

## 台灣獨立運動代表人物
（按姓氏漢語拼音的英文字母排序）

### 以香港為據點
- 廖文毅：美國俄亥俄州立大學化工博士、成立於香港的台灣再解放聯盟的創始人之一、1956年成立於東京的「台灣共和國臨時政府」大統領。
- 廖文奎：美國芝加哥大學哲學博士、早期台灣民族主義思想重要的理論奠基者、1950年代由台灣再解放聯盟所發表的《福爾摩沙發言》的作者。

### 以日本為據點
- 陳智雄：曾任「台灣共和國臨時政府」的東南亞巡迴大使，於1963年為自己的政治信仰而被國民黨政府槍決，有人稱他為「視死如歸的台獨勇士」。
- 辜寬敏：總統府資政；日本台獨運動重要領袖，曾任「台灣青年會」委員長；創設《台灣春秋》、《黑白新聞週刊》等雜誌。
- 黃文雄 (作家)：現任「台獨聯盟」日本本部委員長；台灣旅日知名作家，有關中國史的著作等身，迄今日文著作達四十餘部。
- 黃昭堂：曾任「台獨聯盟」總本部主席；日本「昭和大學」名譽教授，東京大學社會學博士，為相當優秀的學者。
- 廖文毅：1956年成立於東京之「台灣共和國臨時政府」大統領；為美國俄亥俄州立大學(Ohio State University)化工博士。
- 羅福全：現任台灣亞東關係協會會長；1966年全美台灣獨立聯盟（United Formosans in America for Independence）創始人之一，美國「台獨聯盟」機關報《台灣公論報》前發行人；美國賓州大學經濟學博士。
- 金美齡：總統府國策顧問；日本台獨運動領袖，曾任「台獨聯盟」總本部中央委員；JET日本語學校校長、「學校法人柴永國際學園」理事長。
- 史明：「獨立台灣會」創始人；《台灣人四百年史》一書的作者；是左派台灣獨立運動的代表性人物。
- 王育德：日本「台灣青年社」(「台獨聯盟」日本本部前身)這個組織及《台灣青年》這份刊物的創辦人；《台灣：苦悶的歷史》一書的作者；為東京大學文學博士。
- 許世楷：曾任台灣的駐日代表；曾任「台獨聯盟」總本部主席、台灣建國黨主席；東京大學法學博士。
- 邱永漢：二二八事件後爆發後聯名向聯合國提出請願，並透過美聯社與合眾社廣為傳播, 認為「決定台灣未來地位時，應訴諸公民投票」，他也在台灣獨立理論與運動的先行者廖文奎及廖文毅之姪子廖史豪的介紹下加入戰後台灣島外的第一個台灣獨立運動組織「台灣再解放聯盟」。移居日本後加入「台灣青年獨立聯盟」。
- 林建良：曾任在日台灣同鄉會會長，日本外國人登錄證「正名運動」的發起人。 東京大學醫學博士。電子報台灣之聲、日本之聲編輯長。
- 朱世紀，台灣文化創辦人，1970年代，曾受邀到蘇聯訪問，為知名台獨共產主義學者。
- 高嘉弘，曾任台灣文化組織部長，早年長期秘密回台吸收青年，但是它的武裝革命路線，和朱世紀一樣，得不到改良式議會人士支持，最終客死異鄉。
- 郭榮桔：日本台獨運動領袖、曾任「世界台灣同鄉會聯合會」首任會長；日本久留米醫科大學博士；本身也是成功的企業家。
- 侯榮邦：日本台獨運動領袖、曾任「台獨聯盟」日本本部中央委員。
- 連根藤：1973年在留日學生慶祝會上撕毀國民黨旗的留日學生之一，長期投入台灣獨立運動，多年主編《台生報》；並將王育德生前提出的「脫華」理念發揚光大，倡導「脫華論」。

### 以北美為據點
- 蔡仁泰：總統府資深顧問、世界台灣商會聯合總會創會總會長。
- 蔡同榮：前台灣立法委員；「台獨聯盟」第一任主席、台灣人公共事務會首任會長；為南加州大學政治學博士。
- 陳翠玉：曾任「台大護校」校長、「聯合國世界衛生組織」護理教育行政顧問；海外台獨運動參與者、「婦女台灣民主運動」發起人和發言人。
- 陳芳明：現任政治大學中文系教授；曾任美國洛杉磯《美麗島週報》總編輯。
- 陳錦芳：國際知名畫家；曾獲2001年聯合國「全球寬容獎」、曾任世界台灣同鄉會聯合會事務局專職人員；為巴黎大學美術史博士。
- 陳隆志：美國台獨運動重要的理論家之一；「紐約法學院」教授；曾任國際人權聯盟會長、北美洲台灣人教授協會會長。
- 陳唐山：曾任「全美臺灣同鄉會」會長、「世界臺灣同鄉聯合會」會長。
- 陳婉真：政治異議份子、美國台獨運動參與者；曾任《中國時報》記者。
- 陳文彥：總統府資深顧問；前「北美洲台灣人教授協會」(North America Taiwanese Professors' Association)會長、前美國「台灣人公共事務會」(Formosan Association for Public Affairs)會長；「華盛頓首都大學」（University of the District of Columbia）心理系教授、系主任、文學院副院長。
- 陳以德：美國台獨運動重要領袖之一；於美國費城發起「台灣人的自由台灣」(Formosans’ Free Formosa)此一組織的所謂「費城三傑」之一；後任教於美國俄亥俄州的「保齡綠州立大學」(Bowling Green State University)。
- 郭倍宏：美國台獨運動領袖，「台灣學生社」創始人之一，曾任「台獨聯盟」美國本部主席，是聯盟遷台成功的靈魂人物；美國「北卡羅來納大學」(University of North Carolina)土木工程博士。
- 洪哲勝：前美國台獨運動領袖、曾任「台獨聯盟」美國本部副主席、「台灣革命黨」總書記；台獨運動陣營裡面比較堅持社會主義路線的人士；「科羅拉多大學」(University of Colorado)工程博士。
- 黃文雄：「台獨聯盟」盟員，1970年拿槍行刺當時訪美的蔣經國，其時正就讀於康乃爾大學社會學博士班，之後因此案在海外流亡近三十年。
- 黃武東：牧師；曾任「台灣基督長老教會」總會的總幹事；於1972年與黃彰輝牧師等人發起「台灣人民自決運動」；著有《黃武東回憶錄》一書。
- 黃彰輝：1972年與黃武東等人於美國發起「台灣人民自決運動」；曾任「台南神學院」院長、以及總部位於倫敦的「世界神學教育基金會」總幹事。
- 彭明敏：1964年〈台灣人民自救運動宣言〉三位起草人之一，被補時為台灣大學政治系系主任；曾代表民主進步黨於1996年競選總統失利；為巴黎大學法學博士。
- 王康陸：前台獨聯盟台灣本部秘書長，1993年10月12日晚間應邀前往中國文化大學演講結束後，於陽明山仰德大道上的一場嚴重車禍中喪生。擁有美國堪薩斯州立大學農業學博士學位。
- 吳木盛：曾任「全美台灣同鄉會」會長；德州大學奧斯汀分校(University of Texas-Austin)化工博士。
- 張燦鍙：前台南市市長；「台獨聯盟」任期最久的主席；萊斯大學(Rice University)化工博士。
- 莊秋雄：曾任「台獨聯盟」美國本部副主席；著有《海外遊子台獨夢》等書；普渡大學(Purdue University)機械工程博士。
- 王桂榮：商人。1931年11月22日出生於台北市。行政專科學校(即今國立中興大學法商學院)財政科畢業。從事貿易工作多年，於1973年移民美國洛杉磯，經營旅館事業。1982年捐出百萬美元，創立「台美基金會」，獎掖海外傑出人才。並與彭明敏、蔡同榮、陳唐山等人合創「台灣人公共事務會(FAPA)」，提升台灣在國際上的地位。

### 以歐洲為據點
- 盧修一：1983年因「獨立台灣會」案件被捕，裁定三年感化教育；為巴黎大學政治學博士，被捕時為中國文化大學政治系主任。

### 以台灣本島為據點
- 黃紀男：老牌台獨政治犯，曾因「廖文毅台獨案」三次被捕入獄達二十二年之久。
- 蘇東啟：1961年「蘇東啟台獨案」主角，時為雲林縣議員，該案被牽連者達三百多人之多。
- 江炳興：因參與臺灣獨立運動入獄，後策畫與其他政治犯聯合獄外人士武裝革命推翻國民黨政府，是為「泰源事件」。
- 黃華：總統府國策顧問；政治受難者；台灣本島台獨運動參與者。
- 黃信介：前民主進步黨主席；當選過台北市議員、增額立法委員；美麗島事件受難人。
- 高俊明：曾任台灣基督長老教會總幹事；並以該會名義於1970年代發表三次國是聲明，要求政府採取有效措施，「使台灣成為新而獨立的國家」。
- 鄭南榕：《自由時代週刊》發行人；因於刊物上刊登許世楷的〈台灣共和國憲法草案〉而遭叛亂罪起訴，1989年4月7日以自焚抗議國民黨對言論自由的箝制
- 詹益樺：黨外運動基層黨工；1989年於鄭南榕葬禮中，在總統府前引火自焚，抗議國民黨當局對鄭南榕的迫害。
- 李鎮源：台灣建國黨首任主席；曾任台灣大學醫學院院長、中央研究院院士、國際毒素學會會長。
- 傅雲欽：建國廣場負責人，台獨理論頗有異傳統獨派。
- 楊碧川：台灣歷史及社會主義的研究者、重要的台獨左派人士。
- 林山田：曾任台灣教授協會會長、建國黨第一屆副主席，長年投入台灣獨立運動。此外，他也是台灣刑法學權威。

## 世界各地相關發展
- 分離主義
  - 天鵝絨分離，捷克斯洛伐克分裂為捷克共和國和斯洛伐克兩個國家。
  - 科索沃宣佈獨立事件
  - 南蘇丹經南蘇丹獨立公投建國。
- 獨立運動列表
  - 獨立公投
  - 公民投票
- 西藏獨立運動，西藏人民起義日，西藏流亡政府，藏區連環自焚事件
- 新疆獨立運動，世界維吾爾代表大會
- 香港獨立運動，香港獨立黨
- 內蒙古獨立運動，內蒙古人民黨

## 列表主要資料來源
- 許維德，2001，發自異域的另類聲響：戰後海外台獨運動相關刊物初探。台灣史料研究 17：99-155。
- 吳明時, 2004, 一九九○年代的基層臺獨運動－一個社會運動的觀點, 國史館學術集刊, 第四期